# Judo na Evropských hrách 2019
Mistrovství Evropy ve váhových kategoriích v judu v roce 2019 proběhlo jako součást II. Evropských her v Minsku v areně Čyžouka ve dnech 22. až 24. června 2019.

## Informace a program turnaje
- seznam účastníků

- SO – 22. 6. 2019 – superlehká váha (−60 kg, −48 kg), pololehká váha (−66 kg, −52 kg), lehká váha −57 kg)
- NE – 23. 6. 2019 – lehká váha (–73 kg), polostřední váha (−81 kg, −63 kg), střední váha (−70 kg)
- PO – 24. 6. 2019 – střední váha (−90 kg), polotěžká váha (−100 kg, −78 kg), těžká (+100 kg, +78 kg)

## Česká stopa
podrobně zde

## Výsledky – váhové kategorie

### Muži
| Kategorie | Podrobně | Zlato                    | Stříbro                    | Bronz                      | Bronz                    |
| --------- | -------- | ------------------------ | -------------------------- | -------------------------- | ------------------------ |
| −60 kg    | podrobně | Luchum Čchvimijani (GEO) | Francisco Garrigós (ESP)   | Amiran Papinašvili (GEO)   | Jorre Verstraeten (BEL)  |
| −66 kg    | podrobně | Giorgi Zantaraia (UKR)   | Matteo Medves (ITA)        | Važa Margvelašvili (GEO)   | Bagrat Nynyjašvili (GEO) |
| −73 kg    | podrobně | Tommy Macias (SWE)       | Rustam Orudžov (AZE)       | Jorgos Azoidis (GRE)       | Hidajat Hejdarov (AZE)   |
| −81 kg    | podrobně | Matthias Casse (BEL)     | Ivajlo Ivanov (BUL)        | Luka Majisuradze (GEO)     | Attila Ungvári (HUN)     |
| −90 kg    | podrobně | Mikail Özerler (TUR)     | Li Kochman (ISR)           | Chusejn Chalmurzajev (RUS) | Mammadali Mehdijev (AZE) |
| −100 kg   | podrobně | Arman Adamjan (RUS)      | Varlam Lipartelijani (GEO) | Elmar Gasimov (AZE)        | Cyrille Maret (FRA)      |
| +100 kg   | podrobně | Guram Tušišvili (GEO)    | Inal Tasojev (RUS)         | Stephan Hegyi (AUT)        | Henk Grol (NED)          |

### Ženy
| Kategorie | Podrobně | Zlato                        | Stříbro                   | Bronz                     | Bronz                      |
| --------- | -------- | ---------------------------- | ------------------------- | ------------------------- | -------------------------- |
| −48 kg    | podrobně | Darija Bilodidová (UKR)      | Irina Dolgovová (RUS)     | Julia Figueroaová (ESP)   | Maruša Štangarová (SLO)    |
| −52 kg    | podrobně | Majlinda Kelmendiová (KOS)   | Natalja Kuzjutinová (RUS) | Amandine Buchardová (FRA) | Chelsie Gilesová (GBR)     |
| −57 kg    | podrobně | Darja Mežecká (RUS)          | Nora Gjakovaová (KOS)     | Telma Monteirová (POR)    | Pauline Starkeová (GER)    |
| −63 kg    | podrobně | Clarisse Agbegnenouová (FRA) | Elis Šlezingrová (GBR)    | Maria Centracchiová (ITA) | Sanne Vermeerová (NED)     |
| −70 kg    | podrobně | Margaux Pinotová (FRA)       | Sanne van Dijkeová (NED)  | Anna Bernholmová (SWE)    | Barbara Matićová (CRO)     |
| −78 kg    | podrobně | Klara Apotekarová (SLO)      | Guusje Steenhuisová (NED) | Loriana Kukaová (KOS)     | Madeleine Malongaová (FRA) |
| +78 kg    | podrobně | Maryna Slucká (BLR)          | Larisa Cerićová (BIH)     | Xenija Čibisovová (RUS)   | Iryna Kindzerská (AZE)     |

### Statistika
- Věkový průměr medailistů – 25,82 let (medián – 25,5 let)
- Věkový průměr medailistek – 25,75 let (medián – 25,5 let)

- Nejmladší vítěz – Matthias Casse, Arman Adamjan (22 let)
- Nejmladší vítězka – Darija Bilodidová (19 let)
- Nejstarší vítěz – Giorgi Zantaraia (32 let)
- Nejstarší vítězka – Majlinda Kelmendiová, Maryna Slucká (28 let)

- Nejmladší medailista – Bagrat Nynyjašvili, Luka Majisuradze, Inal Tasojev, Stephan Hegyi (21 let)
- Nejmladší medailistka – Darija Bilodidová (19 let)
- Nejstarší medailista – Henk Grol (34 let)
- Nejstarší medailistka – Telma Monteirová (34 let)

- Nejmladší judista – Mihraç Akkuş, Abdulmalik Umajev, Muhammed Koç, Mert Şişmanlar (19 let)
- Nejmladší judistka – Szofi Özbaşová (18 let)
- Nejstarší judista – Miklós Ungvári (39 let)
- Nejstarší judistka – Yahima Ramirezová (40 let)

pozn. Věk je určen podle ročníku narození. V případě ataku rekordu se upřesňuje podle dne narození.
- Nejdelší zápas mezi muži – 9:27 (4:00 + nastaven 5:27) Tornike Čkadua vs. Karamat Husejnov (−60 kg)
- Nejdelší zápas mezi ženami – 12:07 (4:00 + nastavení 8:07) Sappho Çobanová vs. Ivelina Ilievová (−57 kg) (zápas trval s přestávkami 20 minut)

- Nejkratší zápas – 0:05 Li Kochman vs. Rafał Kozłowski (−90 kg)

- Nejvíce čistého času na tatami mezi finalisty (top 8):
  - 25:53 – Matthias Casse (5 zápasů)
  - 25:37 – Maria Centracchiová (5)
  - 25:16 – Jorre Verstraeten (5)
  - 25:00 – Sappho Çobanová (5)
  - 24:44 – Chusejn Chalmurzajev (5)
  - 23:23 – Mikail Özerler (5)
  - 23:07 – Margaux Pinotová (5)
  - 20:26 – Larisa Cerićová (4)

- Nejméně čistého času na tatami mezi finalisty (top 8):
  - 4:30 – Guram Tušišvili (4 zápasy)
  - 6:57 – Henk Grol (4)
  - 7:57 – Pauline Starkeová (5)
  - 8:08 – Madeleine Malongaová (4)
  - 8:26 – Jorgos Azoidis (5)
  - 8:28 – Barbara Matićová (5)
  - 8:40 – Clarisse Agbegnenouová (4)

- Nejvice obdržených napomenutí (šido):
  - 8× šido ve 4 zápasech – Marhinde Verkerková, Larisa Cerićová, Ciril Grossklaus, Milan Randl
  - 8× šido v 5 zápasech – Jorre Verstraeten, Telma Monteirová, Tommy Macias, Chusejn Chalmurzajev
  - 7× šido ve 3 zápasech – Agata Błachová

- Nejméně obdržených napomenutí (šido):
  - 0× šido v 5 zápasech – Pauline Starkeová, Barbara Matićová
  - 0× šido ve 4 zápasech – Clarisse Agbegnenouová, Xenija Čibisovová
  - 1× šido ve 5 zápasech – Arman Adamjan, Ivajlo Ivanov
  - 1× šido ve 4 zápasech – Varlam Lipartelijani, Guram Tušišvili, Henk Grol, Julia Figueroaová, Nora Gjakovaová, Sanne Vermeerová, Loriana Kukaová, Iryna Kindzerská

## Výsledky – smíšená družstva
|                  | Zlato | Stříbro | Bronz | Bronz |
| ---------------- | --- | --- | --- | --- |
| smíšená družstva | Rusko Musa Moguškov (-73) Děnis Jarcev (-73) Chusejn Chalmurzajev (-90) Alan Chubecov (-90) Kazbek Zankišijev (+90) Inal Tasojev (+90) Anastasija Konkinová (-57) Darja Mežecká (-57) Darija Davydovová (-70) Aljona Prokopenková (-70) Alexandra Babincevová (+70) Xenija Čibisovová (+70) | Portugalsko Nuno Saraiva (-73) Jorge Fernandes (-73) Anri Egutidze (-90) Tiago Rodrigues (-90) Jorge Fonseca (+90) Telma Monteirová (-57) Joana Ramosová (-57) Barbara Timová (-70) Rochele Nunesová (+70) Patricia Sampaiová (+70) | Rakousko Lukas Reiter (-73) Marko Bubanja (-90) Šamil Borčašvili (-90) Stephan Hegyi (+90) Daniel Allerstorfer (+90) Sabrina Filzmoserová (-57) Katharina Tanzerová (-57) Michaela Polleresová (-70) Magdalena Krššáková (-70) Bernadette Grafová (+70) | Francie Guillaume Chaine (-73) Kilian Le Blouch (-73) Axel Clerget (-90) Aurelien Diesse (-90) Cyrille Maret (+90) Priscilla Gnetová (-57) Amandine Buchardová (-57) Marie-Eve Gahiéová (-70) Margaux Pinotová (-70) Anne-Fatoumata M'Bairová (+70) Madeleine Malongaová (+70) |

pozn. škrnutí judisté do bojů nezasáhli